# موتورسیکلت استریت فایتر

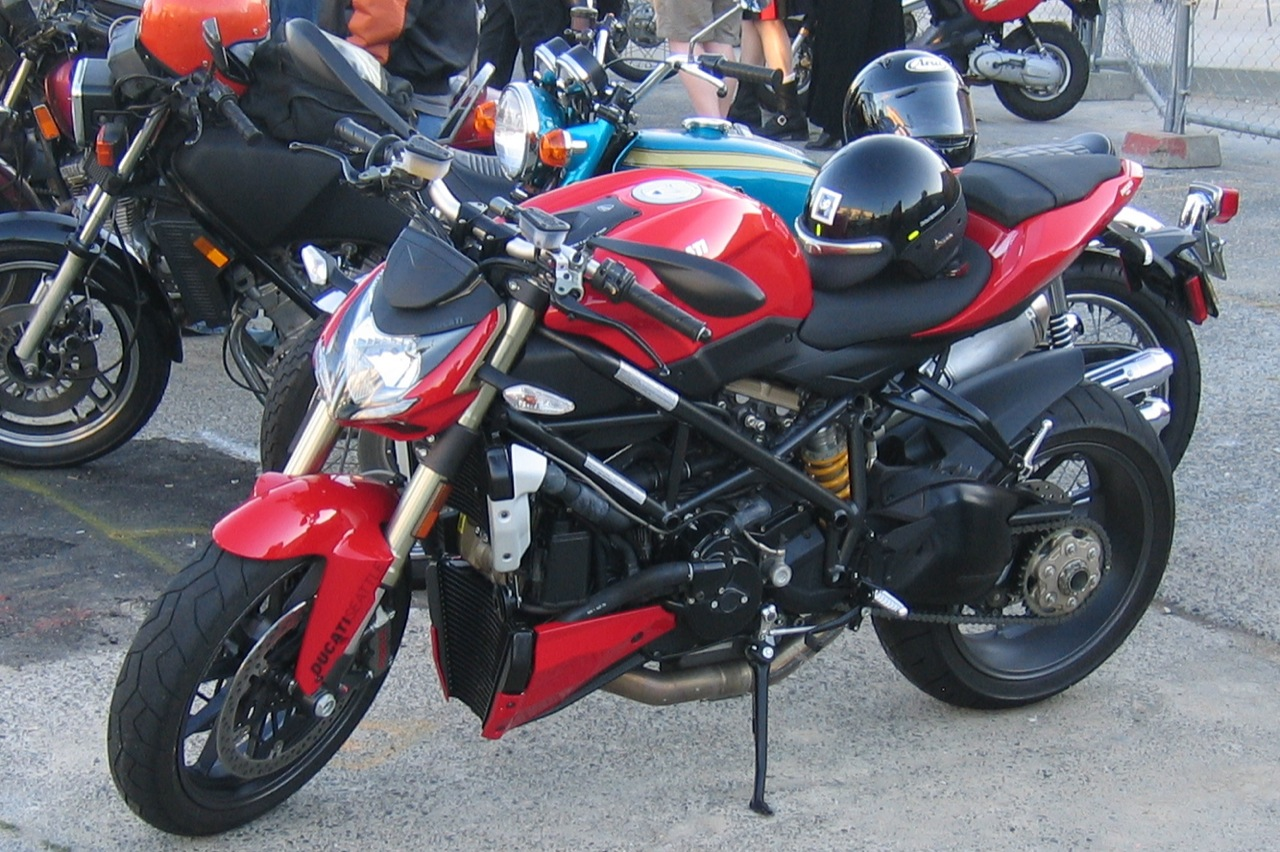
۲۹۹ دوکاتی استریت فایتر

استریت فایتر (به معنای جنگجو خیابانی) به نوعی از موتورسیکلت با انجین قدرتمند و اسب بخار بالا گفته می‌شود. این موتورسیکلت‌ها معمولاً موتورسیکلت‌های فوق‌العاده ای هستند که محافظ باد و شیشهٔ جلوی آن‌ها برداشته شده‌است. فراتر از حذف ساده شیشهٔ جلو، تغییرات خاصی که نمای خیابان فایترها را نشان می‌دهد عبارتند از یک جفت چراغ جلوی بزرگ و گرد، طول فرمون بلند و شیبدار به سمت بالا، صدا خفه کن‌های سبک‌وزن و همچنین تغییراتی در دنده‌ها برای افزایش گشتاور و شتاب در سرعت‌های پایین‌تر. Streetfighters همچنین نام یک مجله موتورسیکلت در بریتانیا است.
استریت فایترهای بعدی از فریم‌های سفارشی برای غلبه بر ضعف فریم‌های فولادی استفاده شده در سوپر موتورسیکلت‌های ۴ سیلندر اولیه در دهه‌های ۱۹۷۰ و ۱۹۸۰ استفاده کردند. بسیاری از این فریم‌ها به عنوان تکه‌های زیبایی از هنر متالورژیکی در نظر گرفته می‌شوند. بسیاری از آنها نیز در اصل موتورسیکلت‌های مسابقه ای بودند.
این نوع موتورسیکلت سفارشی که توسط موتورسواران اروپایی محبوب شد، محبوبیت جهانی پیدا کرد و در ادامه سازندگان موتورسیکلت در اواخر دهه ۱۹۹۰ با انجام اصلاحاتی به تولید استریت فایترهای ساخته شده در کارخانه‌ها پرداختند. شرکت سازندهٔ موتورسیکلت تریومپ در سال ۱۹۹۴، هوندا در سال ۱۹۹۹، و استریت فایترهای تولید شده توسط دوکاتی در سال ۲۰۰۹ از اولین نسخه‌های این سبک از موتورسیکلت هستند.

## تاریخچه

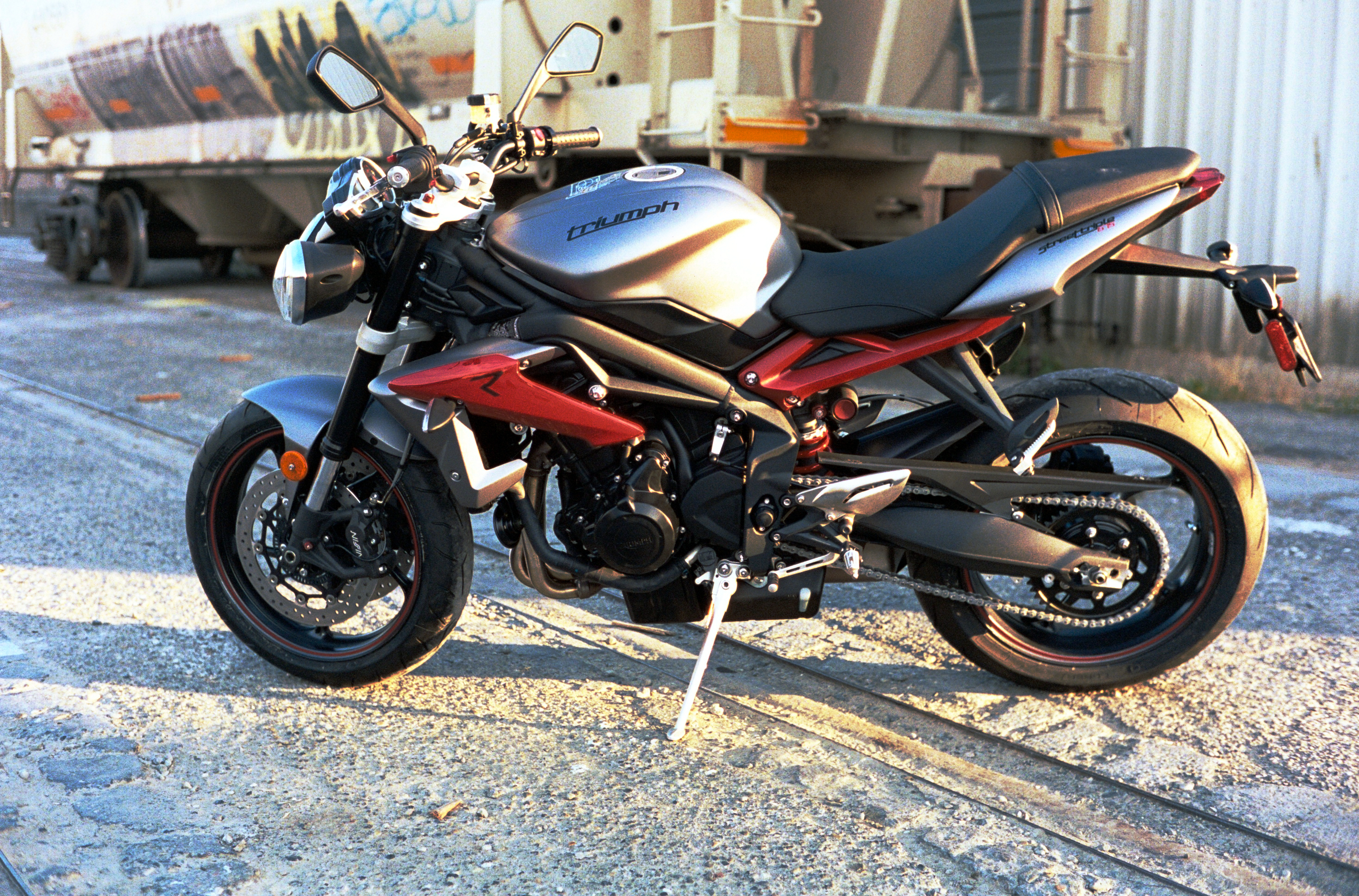
۲۰۱۴ Triumph Street Triple R

اگرچه ریشه‌های سبک خود را از فرهنگ مسابقه‌ای کافه‌ای در دهه‌های ۱۹۵۰ و ۱۹۶۰ دارند، اما استریت فایترها از موتورسیکلت‌های ژاپنی که در اواخر دهه ۱۹۷۰ و اوایل دهه ۱۹۸۰ تولید می‌شدند نیز الهام گرفته‌اند. بعداً چراغ‌های جلوی مناسب‌تر و سپس فرمان‌های بلندتر برای کمک به کنترل و دور زدن راحت تر اضافه شدند.
اولین بار الگوی طراحی استریت فایتر در مجله Bike در سال ۱۹۸۳ مشاهده شد. عنوان آن Bloodrunners بود و موتورسوارانی را نشان می‌داد که خون و اعضای بدن زنده انسان را برای عملیات پیوند به بیمارستان‌ها می‌رساندند و آنها در آن تصویر با موتورهای توربو، بدون قطعات جانبی، سوار بر چهار موتور بزرگ ژاپنی بودند. محافظ باد در جلو، آینه‌ها، صندلی‌های پایه و گیره‌های عقب و غیره همگی به نفع سبکی و قابلیت کنترل بهتر حذف شده بودند. اگزوزها زیر صندلی، چراغ‌های جلوی دوگانه و لاستیک‌ها، پهن‌ترین لاستیک‌های اسپورت بودند.
هنرپیشه هاگی لیور برای سفارش دادن موتورسیکلت سفارشی‌سازی شدهٔ خودش در این سبک، شناخته شده‌است و بعد از او در اواخر دهه ۱۹۸۰، تعداد استریت فایترها در لندن افزایش یافت. اصطلاح استریت فایتر برای اولین بار توسط یک عکاس خبری و سازنده موتورسیکلت بریتانیایی به موتورسیکلت‌های خیابانی سفارشی سازی شده برای استفادهٔ ورزشی توسط شرکت هارلی دیویدسون اطلاق شد.